# Naterki (stacja kolejowa)
Naterki – stacja kolejowa w Naterkach, w gminie Gietrzwałd, w województwie warmińsko-mazurskim, w Polsce. Stacja znajduje się na trasie Toruń - Olsztyn

## Ruch pasażerski
| Rok  | Wymiana pasażerska na dobę |
| ---- | -------------------------- |
| 2017 | 50-99                      |
| 2022 | 50-99                      |